# Cunén
Cunén é uma cidade da Guatemala do departamento de El Quiché.